# Grimes, Alabama
Grimes är en kommun (town) i Dale County i Alabama. Orten hette ursprungligen Abbeville Junction. Vid 2010 års folkräkning hade Grimes 558 invånare.